# Lamposaari (ö i Kajanaland, Kehys-Kainuu, lat 65,27, long 29,45)
Lamposaari är en ö i Finland. Den ligger i vattendraget Alajoki och i kommunen Suomussalmi i den ekonomiska regionen  Kehys-Kainuu  och landskapet Kajanaland, i den nordöstra delen av landet, 600 km norr om huvudstaden Helsingfors. Öns area är 2,4 hektar och dess största längd är 260 meter i sydöst-nordvästlig riktning.